# 沼山古墳
沼山古墳（ぬまやまこふん）は、奈良県橿原市白橿町にある古墳。形状は円墳。橿原市指定史跡に指定されている。

## 概要
奈良盆地南縁、益田岩船のある丘陵から北東に延びる尾根上に築造された古墳である。1982年（昭和57年）に発掘調査が実施されている。
墳形は円形で、直径約18メートル・高さ5.5メートルを測る。墳丘は版築によらず、30-40センチメートル程度の厚さの土を積み上げることによって構築される。墳丘外表では葺石等の外部施設は認められていない。また墳丘周囲でも周溝は認められていない。埋葬施設は片袖式の横穴式石室で、南南西方向に開口する。玄室の平面形は正方形に近く、石室の壁面を急に持ち送り、ドーム状（穹窿状）の天井を形成する点で特色を示す。石室内は盗掘に遭っているが、調査では玄室内から装身具類・鉄製品・馬具・須恵器・土師器など多数の副葬品が検出されている。そのうち特にミニチュア炊飯具のセットが注目される。
築造時期は、古墳時代後期の6世紀中葉-後半頃と推定される。正方形に近い平面形・ドーム状天井という石室の特徴から、渡来系集団と密接な関わりが示唆される古墳として注目される。
古墳域は2024年（令和6年）に橿原市指定史跡に指定されている。現在では史跡整備のうえで白橿近隣公園内で公開されているが、石室内への立ち入りは制限されている。

## 遺跡歴
- 1982年（昭和57年）、公園整備に伴う発掘調査（奈良県立橿原考古学研究所、1983年に概要報告・1985年に報告書刊行）。
- 2024年（令和6年）7月5日、橿原市指定史跡に指定。

## 埋葬施設

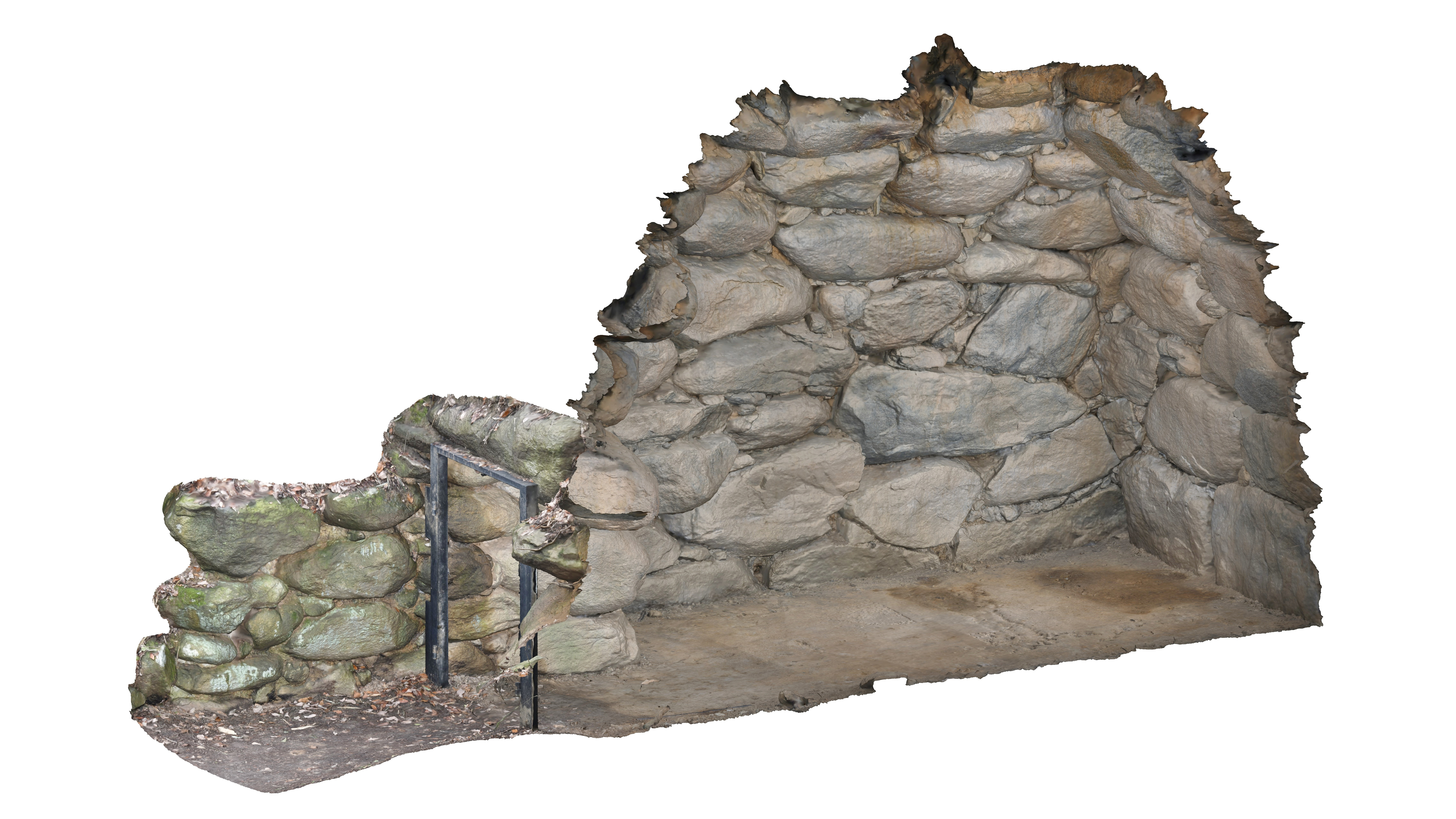
石室俯瞰図

石室展開図

埋葬施設としては片袖式横穴式石室が構築されており、南南西方向に開口する。石室の規模は次の通り。
- 石室全長：約9.45メートル
- 玄室：長さ約4.95メートル、幅約2.95メートル、高さ約4.25メートル
- 羨道：長さ約4.50メートル、幅約1.80メートル、高さ約1.80メートル

石室のうち玄室部の床面は地山の削り出しにより、羨道部の床面は西半分では地山削り出しで東半分では盛土による。石室の石材は花崗岩の自然石で、長手積みによって構築される。玄室の平面形はほぼ正方形であり、高さ2メートル程度まで垂直に積み、その上は四壁を内側に持ち送りドーム状天井を形成する。床面からは5-7センチメートルの白礫が多数検出されており、床面に敷いた可能性がある。玄室の天井石は2枚。また玄門部では閉塞石が残存した。石室内は盗掘に遭っているが、調査では玄室内から木棺を示唆する鉄釘のほか、多数の副葬品が検出されている。
正方形に近い平面形・ドーム状天井を特徴とする石室の形態は、真弓鑵子塚古墳（明日香村）・与楽鑵子塚古墳・与楽カンジョ古墳（高取町）でも知られており、渡来系集団の古墳の特徴と捉えられる。

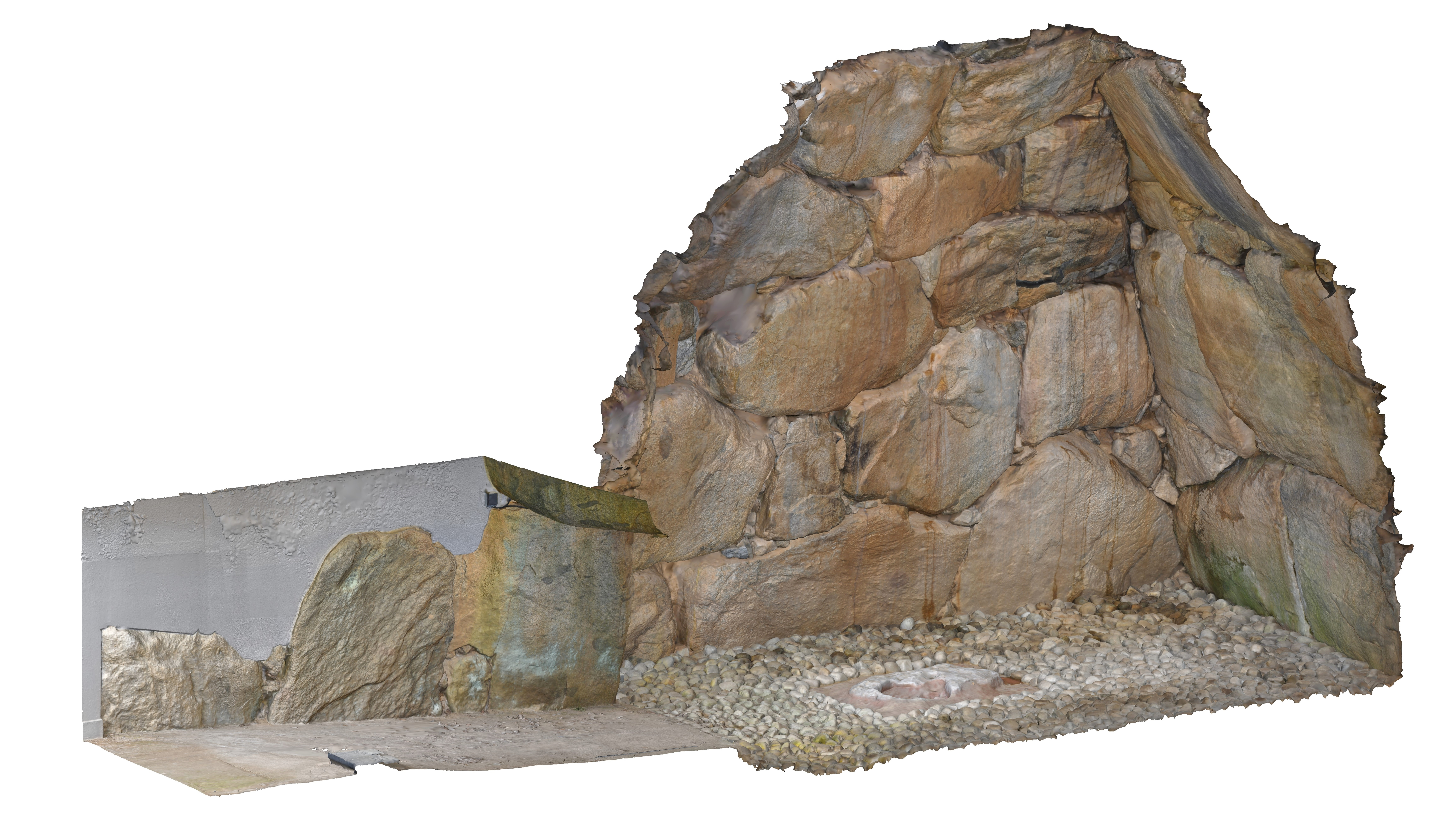
参考：与楽カンジョ古墳石室俯瞰図
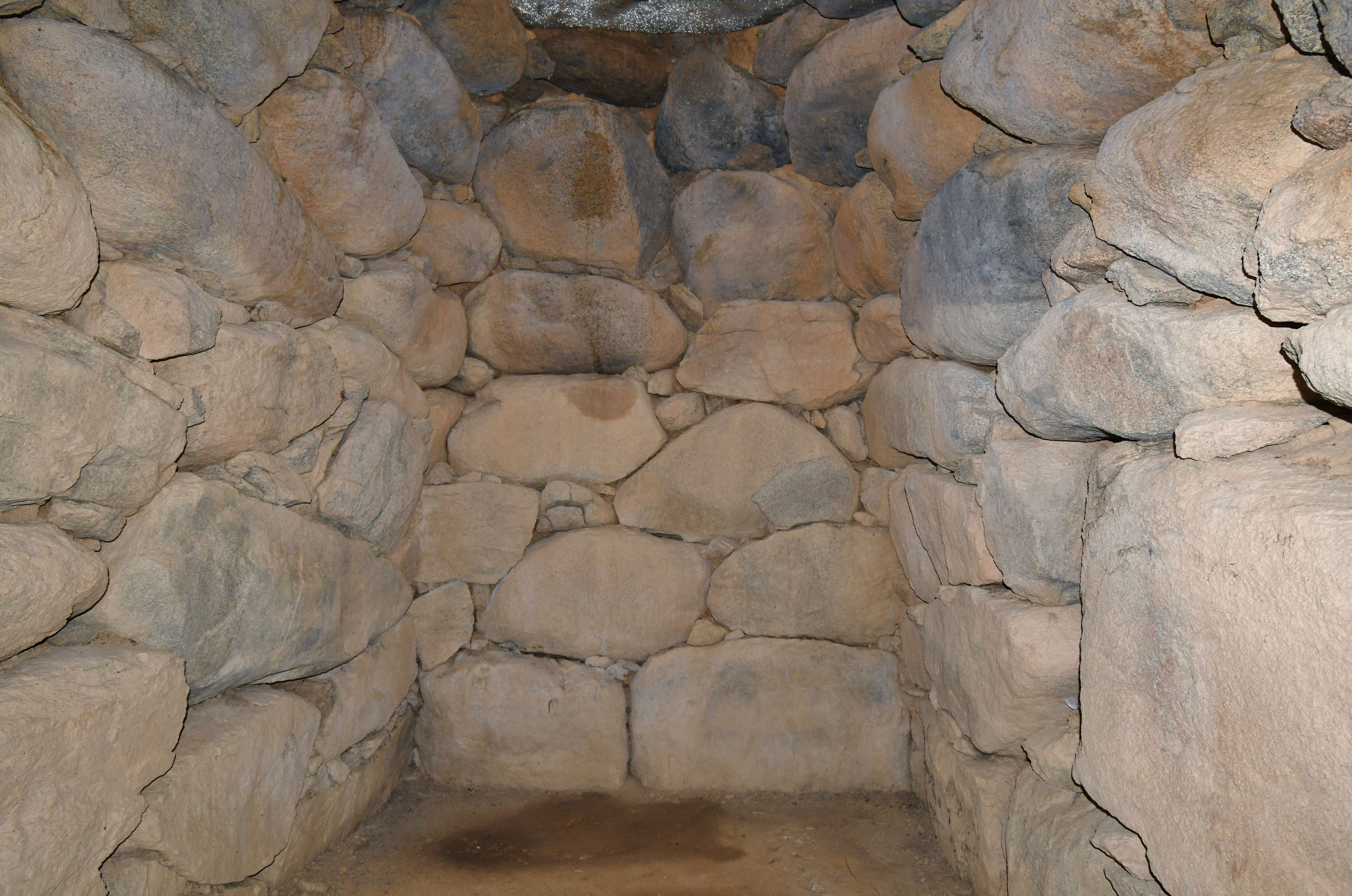
玄室（奥壁方向）
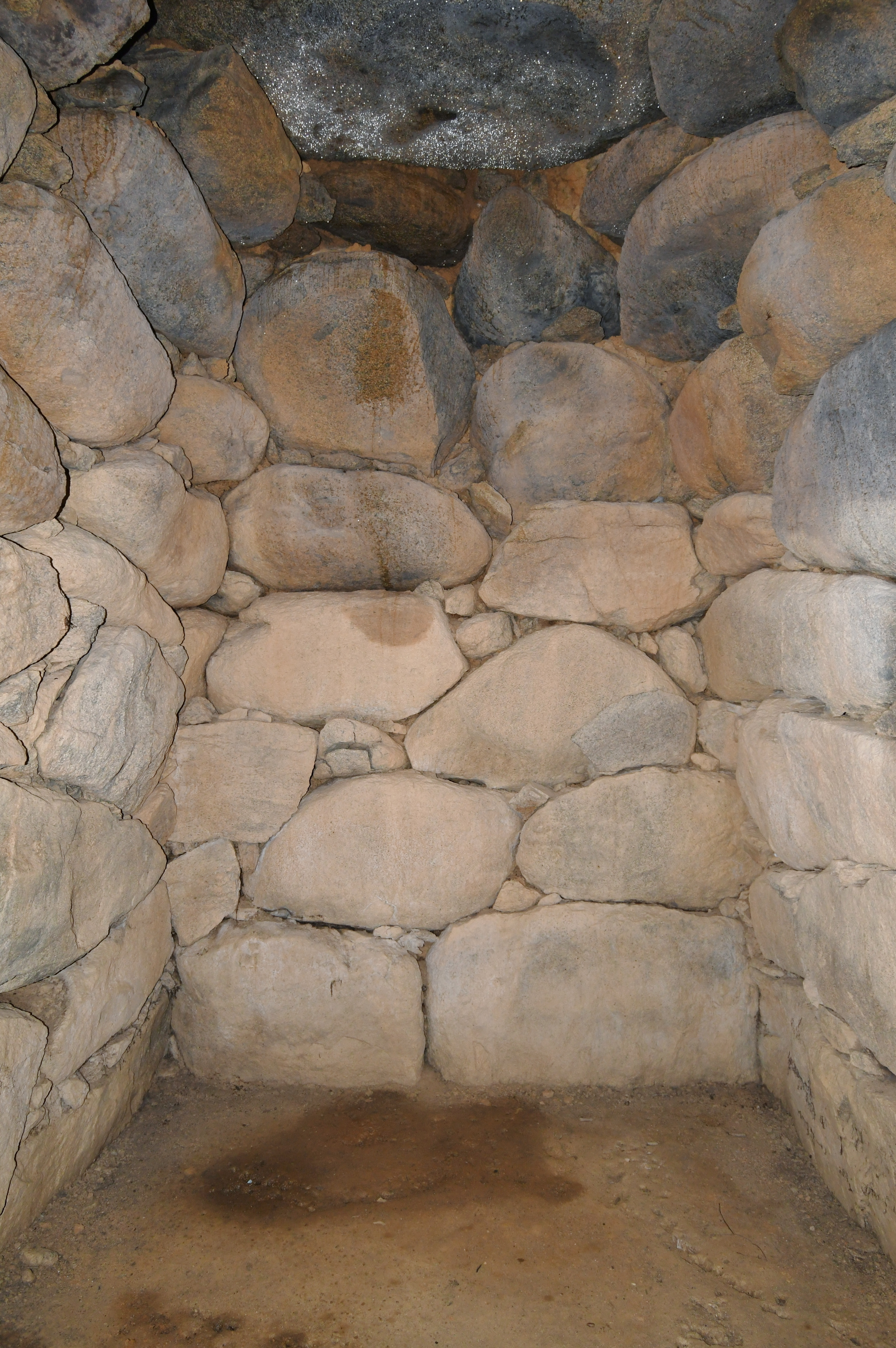
玄室（奥壁方向）
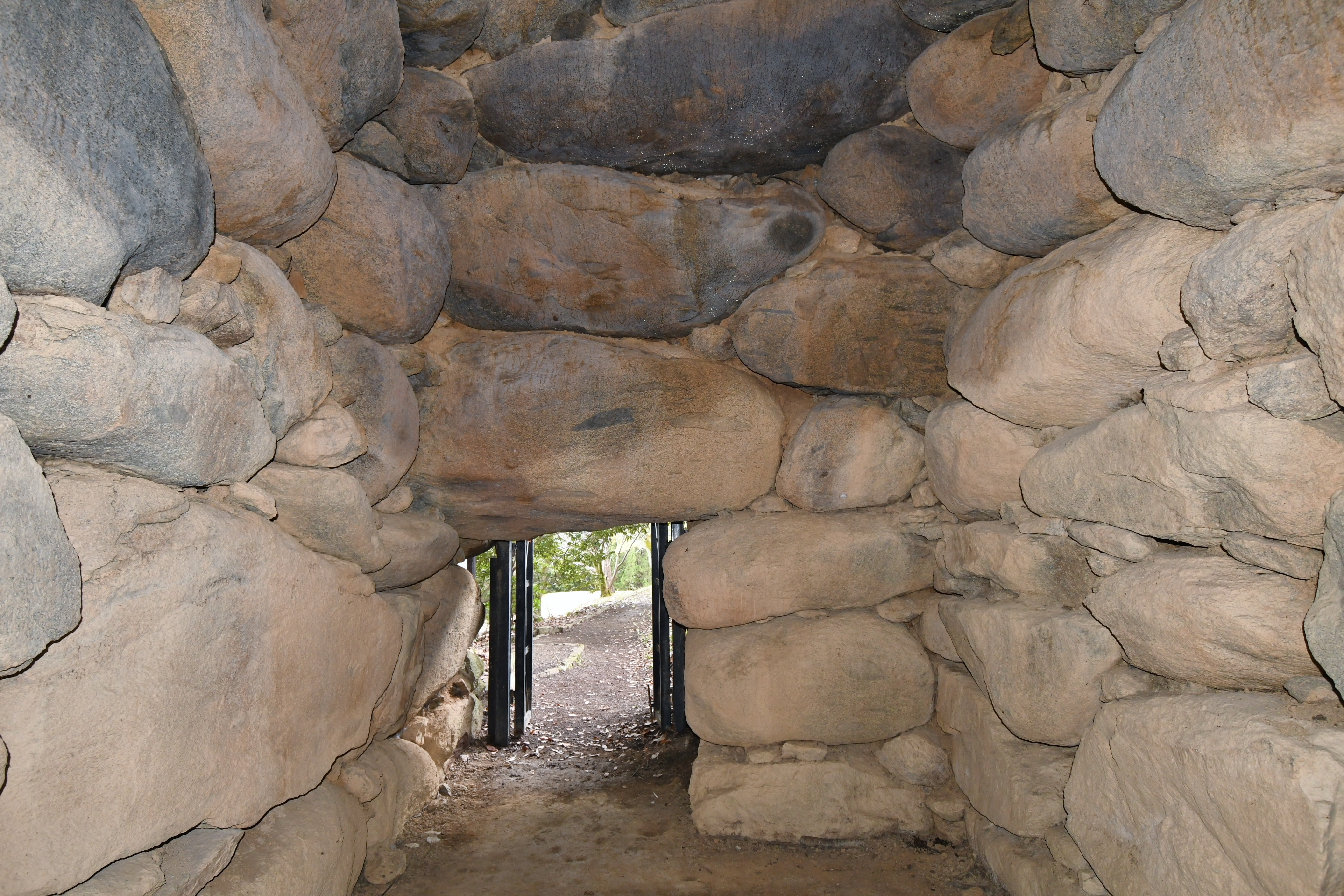
玄室（開口部方向）
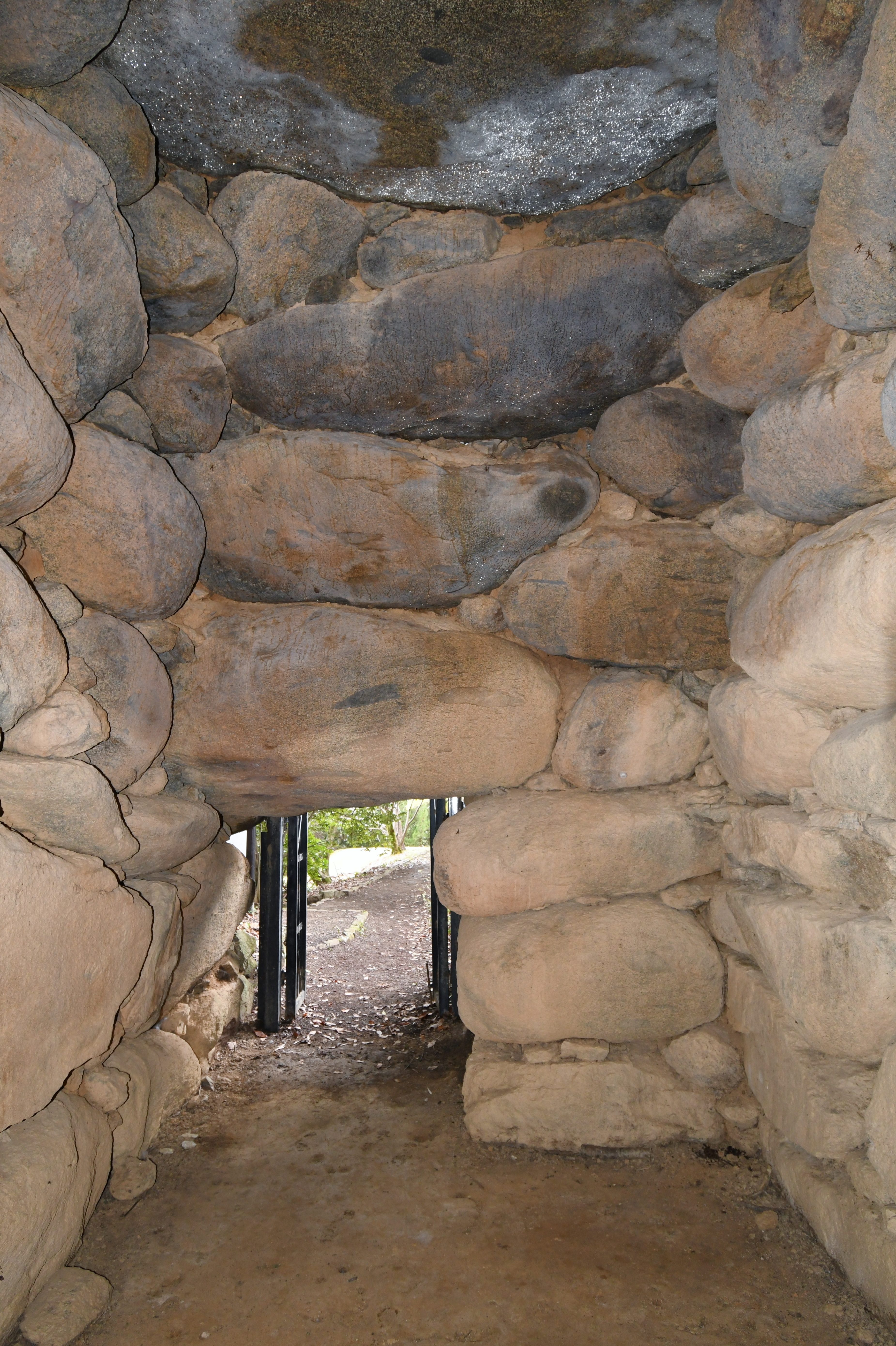
玄室（開口部方向）
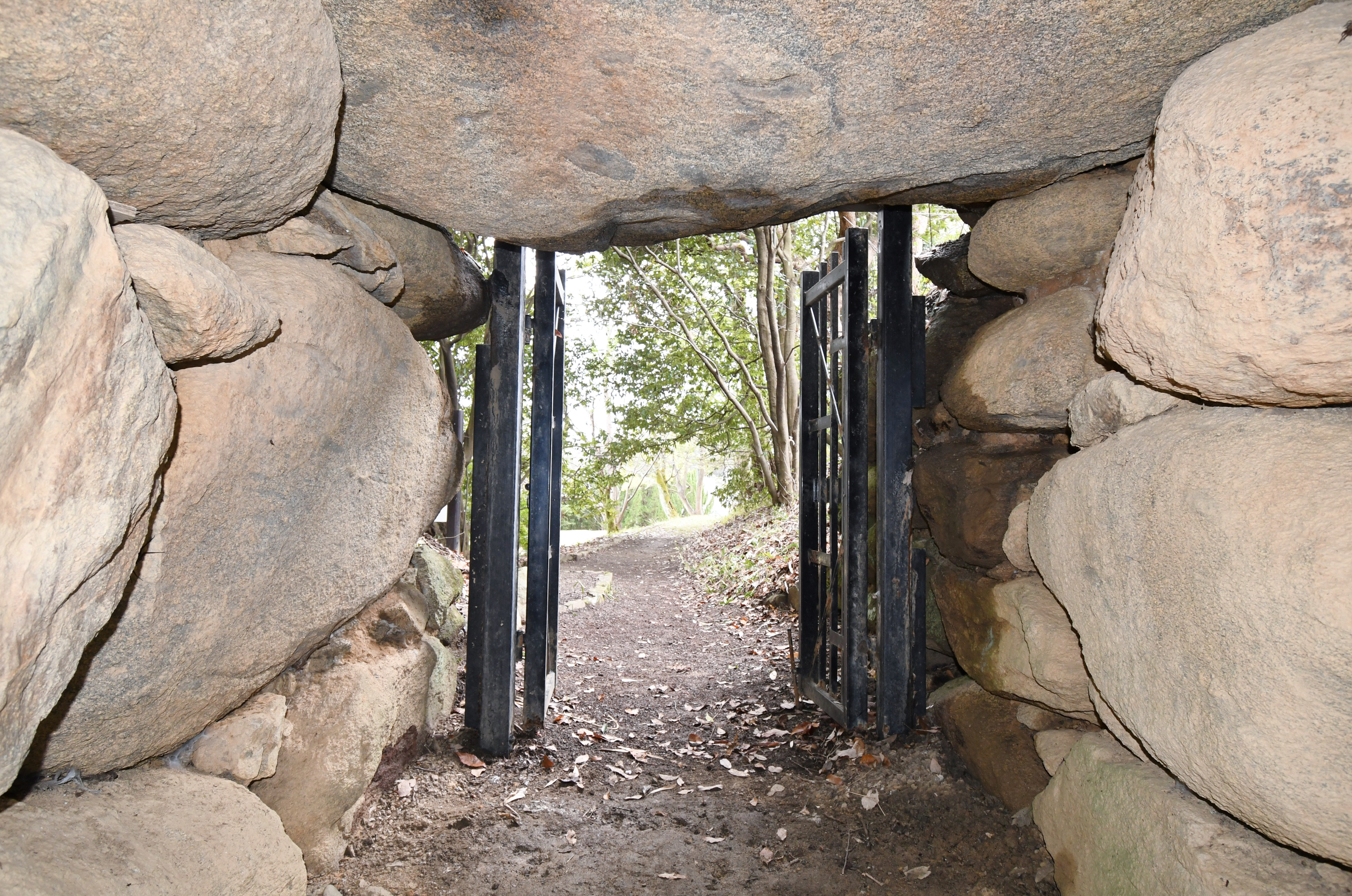
羨道（開口部方向）
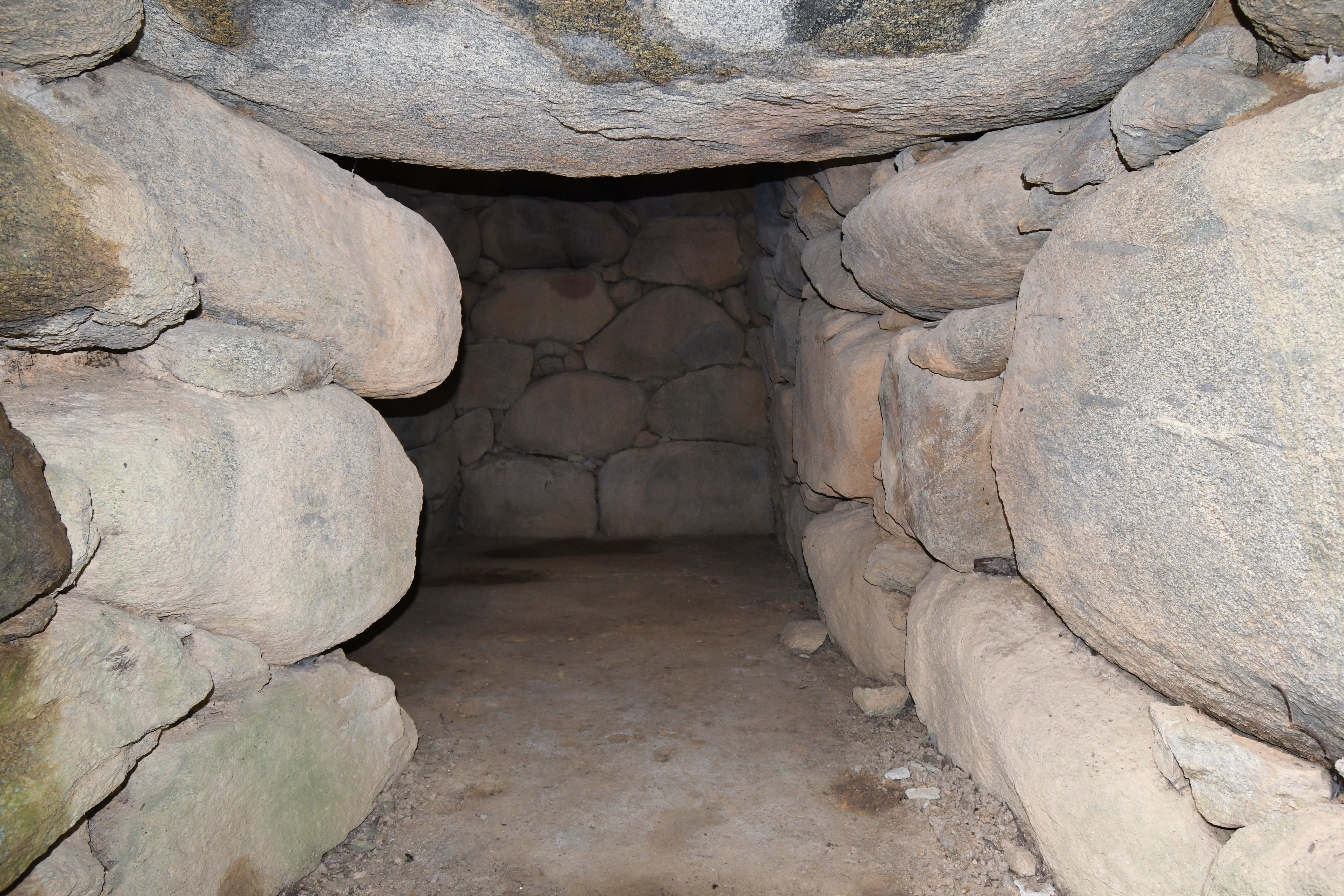
羨道（玄室方向）
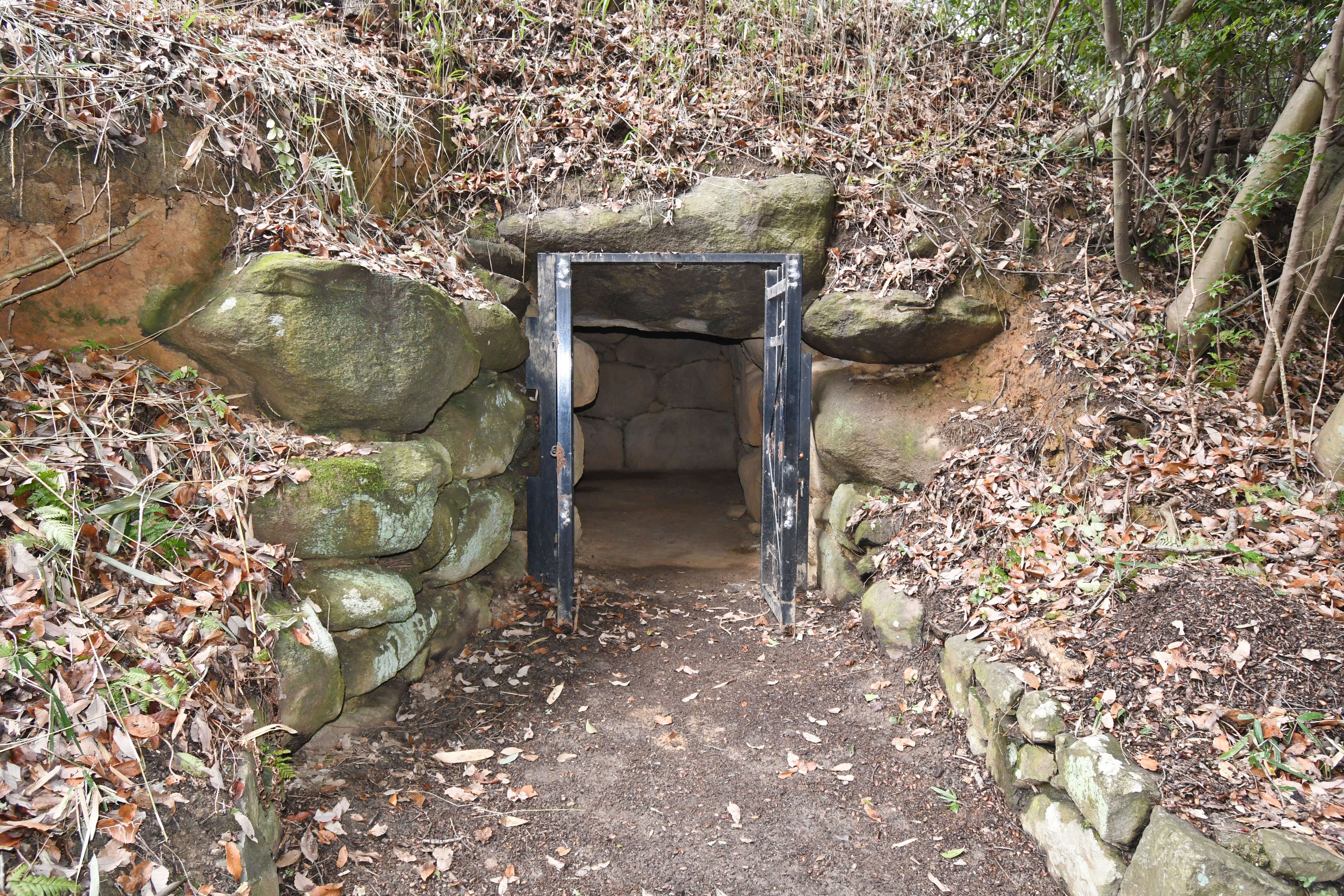
開口部

## 出土品
発掘調査において玄室内で検出された副葬品は次の通り。
- 装身具類
  - 銀製空玉
  - ガラス製小玉
  - トンボ玉
  - 金環
- 馬具
  - 心葉形杏葉
  - 辻金具
  - 鉸具
  - 革帯金具
  - 鞍金具
- 鉄製品
  - 鉄鏃
  - 鎹
  - 釘
- 土器
  - 須恵器
  - 土師器

土器のうちでは、特に玄室中央部において検出されたミニチュア炊飯具セット（甕・甑・竈）が注目される。

## 文化財

### 橿原市指定文化財
- 史跡
  - 沼山古墳 - 2024年（令和6年）7月5日指定[5]。

## 関連施設
- 奈良県立橿原考古学研究所附属博物館（橿原市畝傍町） - 沼山古墳の出土品を保管。

## 関連文献
（記事執筆に使用していない関連文献）
- 『橿原市 沼山古墳・益田池堤』奈良県立橿原考古学研究所〈奈良県文化財調査報告書第48集〉、1985年。